# Авлита (средневековый порт)
Авли́та — в Средние века единственный порт княжества Феодоро.

## История
По описанию  Петра Палласа в труде 1794 года, порт находился в бухте Авлита, соответствующей современой Килен-бухте. Также существует неаргументированная версия, что он располагался в устье реки Чёрная. Для его защиты князем Феодоро Алексеем в 1427 году была построена крепость Каламита. Через Авлиту велась оживлённая торговля, что сделало её опасным конкурентом Кафы, принадлежавшей Генуэзской республике. 
В 1434 году порт был сожжён генуэзским десантом, высадившийся с галер под предводительством Карла Ломеллино. Мирное население изначально укрывшееся в крепости Каламита, смогло бежать под покровом ночи.
Крымское ханство пользовалось Авлитой, сбывая туркам захваченных в плен невольников. В 1474 году крымские татары продали через Авлиту людей, захваченных во время первого набега хана Менгли I Герая на польско-литовские владения на территории совр. Украины. Летом 1475 года порт был захвачен турецкими войсками, и вскоре порт Авлита и крепость Каламита были переименованы в Инкерман.